# Reyes Arráiz
Reyes Arráiz – wenezuelski bokser, złoty medalista igrzysk Ameryki Środkowej i Karaibów w San Juan z roku 1966.

## Kariera
W 1966 roku Arráiz zajął pierwsze miejsce w kategorii piórkowej na igrzyskach Ameryki Środkowej i Karaibów, które rozgrywane były w San Juan. W półfinale pokonał Meksykanina Antonio Roldána, awansując do finału. W finale Wenezuelczyk pokonał Kubańczyka Roberto Caminero, zdobywając złoty medal w kategorii piórkowej.
W 1967 roku stoczył dwie walki zawodowe, notując remis oraz porażkę.